# Fonologia della lingua greca moderna
La fonologia della lingua greca moderna riguarda l'inventario di fonemi e allofoni della lingua greca moderna e le regole che permettono di usarli e combinarli per formare parole e frasi.

## Consonanti
I linguisti greci non sono d'accordo su quali consonanti siano da considerarsi fonemi a pieno diritto e quali siano invece da considerarsi soltanto allofoni. La tavola seguente è tratta da Arvaniti (2007, pag. 7), la quale non mostra tutta la serie delle palatali e le affricate /ʦ/ e /ʣ/.
|           | Bilabiali | Bilabiali | Labiodentali | Labiodentali | Dentali | Dentali | Alveolari | Alveolari | Velari | Velari |
| --------- | --------- | --------- | ------------ | ------------ | ------- | ------- | --------- | --------- | ------ | ------ |
| Nasali    |           | /m/ μ     |              |              |         |         |           | /n/ ν     |        |        |
| Occlusive | /p/ π     | /b/ μπ    |              |              |         |         | /t/ τ     | /d/ ντ    | /k/ κ  | /ɡ/ γκ |
| Fricative |           |           | /f/ φ        | /v/ β        | /θ/ θ   | /ð/ δ   | /s/ σ     | /z/ ζ     | /x/ χ  | /ɣ/ γ  |
| Vibranti  |           |           |              |              |         |         |           | /r/ ρ     |        |        |
| Laterali  |           |           |              |              |         |         |           | /l/ λ     |        |        |

| πήρα  | /ˈpira/  | io presi                     |
| μπύρα | /ˈbira/  | birra                        |
| φάση  | /ˈfasi/  | periodo, fase                |
| βάση  | /ˈvasi/  | base                         |
| μόνος | /ˈmɔnɔs/ | solo (agg.)                  |
| νόμος | /ˈnɔmɔs/ | legge                        |
| τείνω | /ˈtinɔ/  | io tendo                     |
| ντύνω | /ˈdinɔ/  | indossare                    |
| θέμα  | /ˈθɛma/  | tema, argomento              |
| δέμα  | /ˈðɛma/  | pacco                        |
| σώα   | /ˈsɔa/   | salva (agg.)                 |
| ζώα   | /ˈzɔa/   | animali                      |
| ρήμα  | /ˈrima/  | verbo                        |
| λίμα  | /ˈlima/  | lima per le unghie           |
| κόμμα | /ˈkɔma/  | virgola                      |
| γκάμα | /ˈɡama/  | assortimento, varietà, gamma |
| χώμα  | /ˈxɔma/  | suolo, terreno               |
| γόμα  | /ˈɣɔma/  | gomma                        |

L'alveolare nasale /n/ si assimila alle occlusive che la seguono; può quindi essere labiodentale (ad esempio, αμφιβολία /aɱfivoˈlia/ "dubbio"), dentale (άνθος /ˈan̪θos/ "fiore"), alveolare ritratta (πένσα /ˈpen̠sa/ "pinze"), alveolopalatale (συγχύζω /siɲ̟ˈçizo/ "infastidire") o velare (άγχος /ˈaŋхos/ "angoscia").
Le occlusive sorde non sono aspirate e hanno un tempo di attacco della sonorità molto breve. Possono essere leggermente sonorizzate in una pronuncia veloce, specialmente se intervocaliche. L'esatto luogo di articolazione di /t/ oscilla fra alveolare, dentoalveolare e dentale. Può fricativizzarsi in una pronuncia veloce e, molto raramente, essere eliminato nelle parole funzionali. I fonemi /p/
e /k/ possono essere di qualche misura ridotti nella pronuncia veloce.
Le occlusive sonore possono essere talvolta prenasalizzate in varia misura. L'elemento nasale -se presente- non allunga la durata dell'occlusione; perciò, le occlusive sonore prenasalizzate possono essere più accuratamente trascritte [mb nd ŋɡ] o [m͡b n͡d ŋ͡ɡ], a seconda della lunghezza della componente nasale. Se iniziali di parola o dopo /r/ o /l/, sono prenasalizzate molto raramente, se non anche affatto. Nella pronuncia veloce e informale la prenasalizzazione è in genere più rara e le occlusive sonore possono essere ammorbidite in fricative.
/s/ e /z/ sono piuttosto ritratte ([s̠ z̠]); si collocano a metà strada fra le alveolari /s/ e /z/ e la postalveolari /ʃ ʒ/. /s/ è variabilmente avanzato o ulteriormente ritratto a seconda del contesto e, in certi casi, è più precisamente descritta come postalvelare avanzata ([ʃ̟]).
La sola rotata greca /r/ è prototipicamente una monovibrante alveolare [ɾ], spesso ritratta ([ɾ̠]). Se intervocalica può essere un'approssimante alveolare [ɹ] e solitamente una polivibrante [r] nei gruppi di consonanti, realizzando due o tre brevi percussioni.
Il greco presenta delle palatali [c ɟ ç ʝ] che contrastano con le velari [k ɡ x ɣ] prima di /a/, /o/ e /u/, ma che sono in distribuzione complementare con le velari davanti alle vocali /e/ e /i/. [ʎ] e [ɲ] compaiono come allofoni di /l/ e /n/, rispettivamente, nel gruppo CJV (consonante - approssimante - vocale) in analisi che postulano un'approssimante dalle caratteristiche di arcifonema /J/ in opposizione con la vocale /i/. Tutte le palatali possono essere analizzate nello stesso modo. Le occlusive e le fricative palatali sono piuttosto ritratte e [ʎ] e [ɲ] sono piuttosto avanzate. [ʎ] si descrive meglio come postalveolare, [ɲ] come alveolopalatale.
Infine, il greco possiede due affricate, [t͡s] e [d͡z]. Arvaniti (2007) è riluttante nel definirli fonemi a causa degli scarsi risultati prodotti dalla ricerca sul loro comportamento fonetico.
La tavola seguente, adattata da Arvaniti (2007), mostra l'inventario praticamente esaustivo dei foni consonantici del greco moderno:
| \| \| Bilabiali \| Bilabiali \| Labiodentali \| Labiodentali \| Dentali \| Dentali \| Alveolari \| Alveolari \| Alveolari retratte \| Alveolari retratte \| Postalveolari \| Postalveolari \| Alveolopalatali \| Alveolopalatali \| Palatali ritratte \| Palatali ritratte \| Velari \| Velari \| \| ------------- \| --------- \| --------- \| ------------ \| ------------ \| ------- \| ------- \| --------- \| --------- \| ------------------ \| ------------------ \| ------------- \| ------------- \| --------------- \| --------------- \| ----------------- \| ----------------- \| ------ \| ------ \| \| Nasali \| \| m \| \| ɱ \| \| n̪ \| \| n \| \| n̠ \| \| \| \| ɲ̟ \| \| \| \| ŋ \| \| Occlusive \| p \| b \| \| \| \| \| t \| d \| \| \| \| \| \| \| c \| ɟ \| k \| ɡ \| \| Affricate \| \| \| \| \| \| \| t͡s \| d͡z \| \| \| \| \| \| \| \| \| \| \| \| Fricative \| \| \| f \| v \| θ \| ð \| \| \| s \| z \| \| \| \| \| ç \| ʝ \| x \| ɣ \| \| Approssimanti \| \| \| \| \| \| \| \| \| \| ɹ \| \| \| \| \| \| \| \| \| \| Monovibranti \| \| \| \| \| \| \| \| \| \| ɾ \| \| \| \| \| \| \| \| \| \| Polivibranti \| \| \| \| \| \| \| \| \| \| r \| \| \| \| \| \| \| \| \| \| Laterali \| \| \| \| \| \| \| \| l \| \| \| \| ʎ \| \| \| \| \| \| \| |           |           |              |              |         |         |           |           |                    |                    |               |               |                 |                 |                   |                   |        |        |
| | Bilabiali | Bilabiali | Labiodentali | Labiodentali | Dentali | Dentali | Alveolari | Alveolari | Alveolari retratte | Alveolari retratte | Postalveolari | Postalveolari | Alveolopalatali | Alveolopalatali | Palatali ritratte | Palatali ritratte | Velari | Velari |
| Nasali |           | m         |              | ɱ            |         | n̪       |           | n         |                    | n̠                  |               |               |                 | ɲ̟               |                   |                   |        | ŋ      |
| Occlusive | p         | b         |              |              |         |         | t         | d         |                    |                    |               |               |                 |                 | c                 | ɟ                 | k      | ɡ      |
| Affricate |           |           |              |              |         |         | t͡s        | d͡z        |                    |                    |               |               |                 |                 |                   |                   |        |        |
| Fricative |           |           | f            | v            | θ       | ð       |           |           | s                  | z                  |               |               |                 |                 | ç                 | ʝ                 | x      | ɣ      |
| Approssimanti |           |           |              |              |         |         |           |           |                    | ɹ                  |               |               |                 |                 |                   |                   |        |        |
| Monovibranti |           |           |              |              |         |         |           |           |                    | ɾ                  |               |               |                 |                 |                   |                   |        |        |
| Polivibranti |           |           |              |              |         |         |           |           |                    | r                  |               |               |                 |                 |                   |                   |        |        |
| Laterali |           |           |              |              |         |         |           | l         |                    |                    |               | ʎ             |                 |                 |                   |                   |        |        |

### Sandhi
Alcuni dei processi assimilatori sopra descritti possono anche presentarsi oltre i confini di parola. Nello specifico, è il caso di parole funzionali terminanti in /n/, soprattutto le particelle negative δεν e μην e le forme dell'accusativo del pronome personale e dell'articolo determinativo τον e την. Se queste parole sono seguite da un'occlusiva sorda, /n/ si assimila per luogo di articolazione all'occlusiva e la sonorizza; in seguito a queste trasformazioni può anche cadere. Ciò è evidente in pronunce come τον πατέρα [to(m)baˈtera] "il padre" o  δεν πειράζει [ðe(m)biˈrazi] "non importa", al posto di *[ton paˈtera] e *[ðen piˈrazi]. La precisa quantità di assimilazione può variare a seconda del dialetto, della velocità e della formalità della situazione.

## Vocali

Le vocali del greco moderno standard sul trapezio vocalico. Adattato da Arvaniti (2007), pag. 28.

Il greco possiede un semplice sistema di cinque vocali /a e i o u/. /a/ si può descrivere bene come centrale semiaperta ([ɐ]), /i/ e /u/ presentano le medesime caratteristiche delle rispettive vocali cardinali,  /e/ e /o/ sono, sostanzialmente, vocali medie. Non esiste distinzione di lunghezza vocalica, ma le vocali in sillaba accentata sono pronunciate piuttosto lunghe rispetto a quelle in sillaba atona. Inoltre, le sillabe accentate sono più diffuse, ma la differenza non è sostanziale.
Nei contesti informali /i/ e /u/ in prossimità di consonanti sorde possono essere desonorizzate o anche cadere.
| πας  | /pas/ | "tu vai" aor. cong.  |
| πες  | /pes/ | "di' " aor. imper.   |
| πεις | /pis/ | "tu dici" aor. cong. |
| πως  | /pɔs/ | "come"               |
| που  | /pu/  | "dove"               |

## Accento
A differenza del greco antico, che possedeva un accento musicale, il greco moderno ha un accento intensivo variabile (fonologicamente imprevedibile). Ogni parola plurisillabica porta l'accento su una delle tre sillabe finali. Le enclitiche formano un'unica parola fonetica con la parola cui si uniscono, e l'accento anche in questo caso sottostà alla regola delle ultime tre sillabe. In questi casi l'accento primario si sposta sulla penultima sillaba della parola complessiva (ad esempio, αυτοκίνητό μου [aftoˌciniˈto mu] "la mia auto"). Foneticamente, le sillabe accentate sono più lunghe e/o sono pronunciate più acute.
La posizione dell'accento può variare fra diverse forme flesse della stessa parola. In alcuni paradigmi l'accento è sempre sulla terzultima sillaba, spostandosi nelle forme che hanno affissi più lunghi (ad esempio, κάλεσα "io ho chiamato/chiamai" e καλέσαμε "noi abbiamo chiamato/chiamammo"; πρόβλημα "problema" e προβλήματα "problemi"). In alcune classi di parole l'accento può conservare un modello più antico ereditato dal greco antico, in cui una parola non poteva portare l'accento sulla terzultima sillaba se l'ultima è lunga, ad esempio άνθρωπος ("uomo", nom. sg., ultima sillaba breve), ma ανθρώπων ("di uomini", gen. pl., ultima sillaba lunga). In ogni caso, questa regola non è più automatica in greco moderno e non si applica quindi più a tutte le parole (ad esempio, καλόγερος "monaco", καλόγερων "di monaci"), in quanto la distinzione di lunghezza vocalica non esiste più.

## Esempio
Il testo da esempio, la favola esopica Il vento e il sole nella versione greca moderna, e la trascrizione che la segue sono tratte da Arvaniti (1999, pagg. 5–6).

### Versione ortografica
Ο βοριάς κι ο ήλιος μάλωναν για το ποιος απ’ τους δυο είναι ο δυνατότερος, όταν έτυχε να περάσει από μπροστά τους ένας ταξιδιώτης που φορούσε κάπα. Όταν τον είδαν, ο βοριάς κι ο ήλιος συμφώνησαν ότι όποιος έκανε τον ταξιδιώτη να βγάλει την κάπα του θα θεωρούνταν ο πιο δυνατός. Ο βοριάς άρχισε τότε να φυσάει με μανία, αλλά όσο περισσότερο φυσούσε τόσο περισσότερο τυλιγόταν με την κάπα του ο ταξιδιώτης, ώσπου ο βοριάς κουράστηκε και σταμάτησε να φυσάει. Τότε ο ήλιος άρχισε με τη σειρά του να λάμπει δυνατά και γρήγορα ο ταξιδιώτης ζεστάθηκε κι έβγαλε την κάπα του. Έτσι ο βοριάς αναγκάστηκε να παραδεχτεί ότι ο ήλιος είναι πιο δυνατός απ’ αυτόν.

### Trascrizione
[o voˈɾʝas ˈco̯iʎoz ˈmalonan | ʝa to ˈpços aptuz ˈðʝo ˈin o ðinaˈtoteɾos | ˈota ˈnetiçe na peˈɾasi apo broˈsta tus | ˈenas taksiˈðʝotis pu̥ foˈɾuse ˈkapa ‖ ˈotan to ˈniðan | o voˈɾʝas ˈco̯iʎo siɱˈfonisan | oˈti̯opço ˈsekane to daksiˈðʝoti na ˈvɣali ti ˈɡapa tu | θa θeoˈɾundan o ˈpço ðinaˈtos ‖ o voˈɾʝas ˈaɾçise ˈtote na fiˈsai me maˈnia | aˈla̯oso periˈsoteɾo fiˈsuse | ˈtoso periˈsoteɾo tiliˈɣotan me ti ˈɡapa tu̯o taksiˈðjotis | oˈspu o voˈɾʝas kuˈɾastice ce staˈmati̥se na fi̥ˈsai ‖ ˈtote ˈo̯iʎo ˈsaɾçise me ti siˈɾa tu na ˈlambi ðinaˈta | ce ˈɣriɣoɾa̯o taksiˈðʝotis zeˈstaθi̥ce ˈc evɣale ti ˈɡapa tu ‖ ˈet͡si o voˈɾʝas anaˈɡastice na paɾaðeˈxti | ˈoti ˈo̯iʎos ˈine ˈpço ðinaˈtos ap aˈfton ‖]

### Traduzione
Il vento del nord e il sole stavano litigando su chi dei due fosse il più forte, quando passò di lì un viaggiatore con un mantello. Quando lo videro, il vento del nord e il sole concordarono che chi avesse fatto togliere il mantello al viaggiatore sarebbe stato considerato il più forte. Il vento del nord cominciò allora a soffiare furiosamente, ma più soffiava e più il viaggiatore era avvolto nel suo mantello, finché il vento del nord si stancò e smise di soffiare. A quel punto il sole cominciò a splendere con forza, e subito il viaggiatore si scaldò e si tolse il mantello. Così il vento del nord dovette ammettere che il sole era più forte di lui.

### Ulteriore bibliografia
- (EN) Anna-Maria Adaktylos, The accent of Ancient and Modern Greek from a typological perspective, in George Tsoulas, Proceedings of the 7th International Conference on Greek Linguistics, 2007.
- Amalia Arvaniti, Robbert D. Ladd, Greek wh-questions and the phonology of intonation, in Phonology, n. 26, 2009, pagg. 43–74.
- (EN) Maty Baltazari, Prosodic Rhythm and the status of vowel reduction in Greek, in Selected Papers on Theoretical and Applied Linguistics from the 17th International Symposium on Theoretical & Applied Linguistics, Department of Theoretical and Applied Linguistics, Tessalonica, 2007, pagg. 31–43.
- (EN) Brian D. Joseph, Georgios Tserdanelis, Modern Greek, in Thorsten Roelcke, Variationstypologie. Ein sprachtypologisches Handbuch der europäischen Sprachen in Geschichte und Gegenwart / Variation Typology. A Typological Handbook of European Languages, Walter de Gruyter, 2003, ISBN 9783110202021, pagg. 823–836.
- (EN) Eunjong Kong, Mary Beckman, Jan Edwards, Fine-grained phonetics and acquisition of Greek voiced stops, Proceedings of the XVIth International Congress of Phonetic Sciences, 6-10 agosto 2007.
- (EN) Ineke Mennen, Areti Olakidou, Acquisition of Greek phonology: an overview, QMU Speech Science Research Centre Working Papers (WP-11), 2006.
- (EN) Katerina Nicolaidis, Jan Edwards, Mary Beckman, Georgios Tserdanelis, Acquisition of lingual obstruents in Greek, Proceedings of the 6th International Conference of Greek Linguistics, 18-21 settembre 2003.